# Heteropoda amphora
Heteropoda amphora là một loài nhện trong họ Sparassidae.
Loài này thuộc chi Heteropoda. Heteropoda amphora được Irving Fox miêu tả năm 1936.